# Georgias Gesetz
Georgias Gesetz (englisch Georgia Rule) ist ein US-amerikanisches Drama mit komödiantischen Aspekten von Garry Marshall aus dem Jahr 2007.

## Handlung
Rachel Wilcox ist 17 und hat gerade die High School abgeschlossen, sie lebt bei ihrer Mutter Lilly und ihrem Stiefvater in San Francisco. Sie führt ein wildes Leben und bereitet ihrer Mutter zahlreiche Erziehungsprobleme. Sie wird deshalb für den Sommer nach Hull, einer Kleinstadt in Idaho, zu ihrer Großmutter Georgia geschickt.
Rachel trifft schon an ihrem ersten Tag Harlan, einen jungen Mormonen, der mit seinem strengen und unerschütterlichen Glauben eine wichtige Rolle in Rachels neuem Leben übernimmt. Georgia lebt nach strengen Regeln. Sie akzeptiert keine Gotteslästerungen und sorgt dafür, dass Rachel arbeiten geht. Rachel hilft nach anfänglichem Weigern beim örtlichen Tierarzt Simon, einem früheren Freund ihrer Mutter. Er behandelt sowohl Tiere als auch Menschen, was Rachel am Anfang nicht gefällt.
Während des Festes zum 4. Juli erzählt Rachel Simon, der seine Frau und seinen Sohn bei einem Autounfall verloren hat, dass sie seit ihrem zwölften Lebensjahr von ihrem Stiefvater, der Anwalt von Beruf ist, missbraucht worden sei. Er habe erst aufgehört, als Rachels Freunde ihm gedroht haben. Rachel hat als Folge dieser Erlebnisse Schwierigkeiten, eine normale Beziehung zu einem Mann aufzubauen. Nur Harlan gegenüber kann sie sich öffnen. Harlan hat aber bereits eine Freundin, deswegen ist ihr Verhältnis zueinander nicht ganz unkompliziert. Simon wendete sich inzwischen an Georgia, die Lilly informiert. Dies scheint aber nicht die Absicht der verunsicherten Rachel gewesen zu sein, da sie davon unwissend Simon erklärt, sich das nur provokativ im Gespräch ausgedacht zu haben. Einige Zeit bleibt unklar, was Wahrheit und Lüge ist. Rachels Stiefvater leugnet die Tat und ihre Mutter kann sich nicht entscheiden, auf welcher Seite sie steht. Rachel droht darauf ihrem Stiefvater unter vier Augen, er solle ihre Mutter glücklich machen, dann würde sie nichts sagen und ihn nicht verklagen.
Die Mutter glaubt Rachel, als sie ihr erklärt, der Aufmerksamkeit wegen gelogen zu haben, und fährt mit ihrem Mann zurück nach San Francisco. Im Auto merkt sie jedoch, dass Rachel die Wahrheit gesagt hat, und steigt sofort aus dem Auto. Rachel ist, nachdem Georgia sie dazu überredet hat, mit Harlan, Simon und Georgia auf dem Weg zu ihrer Mutter, um ihr die eigentliche Wahrheit zu sagen. Mutter und Tochter fallen sich beide in die Arme. Harlan gesteht Georgia die Liebe zu ihrer Enkelin und sagt ihr, dass er sie nach seinen beiden Missionsjahren heiraten wolle.

## Kritiken
Georgias Gesetz erhielt ein schlechtes Presseecho, was sich auch in den Auswertungen US-amerikanischer Aggregatoren widerspiegelt. So erfasst Rotten Tomatoes größtenteils kritische Besprechungen und ordnet den Film dementsprechend als „Gammelig“ ein. Laut Metacritic fallen die Bewertungen im Mittel „Grundsätzlich Ablehnend“ aus.
John Anderson schrieb in der Zeitschrift Variety vom 8. Mai 2007, der Film wirke, als ob Jerry Lewis ein Drehbuch von Ingmar Bergman verfilmt hätte. Das Thema sei „düster“, die gezeigten Beziehungen seien „rau“, die Weltanschauung sei „trostlos“, der Film sei eine „verunstaltete Dramödie“.
James Berardinelli schrieb auf ReelViews, der Film sei zwar nicht die schlechteste Regiearbeit von Garry Marshall, aber er sei eine „schlaffe Fehlzündung“. Sein Hauptproblem sei nicht, dass er viele Themen anspreche, sondern dass er es ohne „emotionale Ehrlichkeit“ tue. Lindsay Lohan wirke in ihrer Rolle des promiskuitiven Mädchens glaubwürdig. Man würde sich künftig im Zusammenhang mit dem Film vor allem daran erinnern, dass der Chef des Produktionsunternehmens Morgan Creek, James G. Robinson, Lindsay Lohan wegen ihrer schlechten Arbeitsmoral kritisiert habe.

## Entstehung und Veröffentlichung
Der Film wurde in Los Angeles, in Monrovia (Kalifornien), in Pasadena (Kalifornien), in Santa Clarita und in Santa Paula (Kalifornien) gedreht. Seine Produktionskosten betrugen schätzungsweise 20 Millionen US-Dollar. Der Film spielte bis zum 24. Juni 2007 in den Kinos der USA ca. 18,9 Millionen US-Dollar ein. Weltweit spielte er 24 Millionen ein und auf DVD spielte er ca. 17 Millionen Dollar ein, also insgesamt ca. 41 Millionen US-Dollar. In Deutschland erschien der Film im Februar 2008 auf DVD.

## Belege und weiterführende Informationen
1. ↑   Freigabebescheinigung für Georgias Gesetz. Freiwillige Selbstkontrolle der Filmwirtschaft, Dezember 2007 (PDF; Prüfnummer: 112 471 DVD).
2. 1 2  Georgias Gesetz. In: Rotten Tomatoes. Fandango, abgerufen am 27. Dezember 2024 (englisch, aggregiert aus 116 Kritiken).
3. 1 2  Georgias Gesetz. In: Metacritic. Abgerufen am 27. Dezember 2024 (englisch, aggregiert aus 29 Kritiken).
4. ↑  Derek Armstrong: Kritik zu Georgias Gesetz (Memento vom 29. Oktober 2019 im Internet Archive) bei AllMovie (englisch)
5. ↑  Datenbankabfrage bei cinemascore.com
6. 1 2  Kritik von James Berardinelli
7. ↑  John Anderson: Review. In: Variety. 8. Mai 2007, abgerufen am 31. August 2024 (englisch): „misshapen dramedy“
8. ↑  Filming locations für Georgia Rule, abgerufen am 6. Juli 2007
9. ↑  Box office / business für Georgia Rule, abgerufen am 6. Juli 2007

- Weitere Filmlinks:
- IMDb: Link |
- OFDb: Link |
- Filmdienst: Link |
- AFI: Link |
- Box Office Mojo: Link |
- Schnittberichte: Link |
- Synchronkartei: Link |
- TMDb: Link |
- Letterboxd: Link |
- Moviepilot: Link |
- bearbeiten